# 古川英俊
古川 英俊（ふるかわ ひでとし、1955年7月16日 - ）は、日本の実業家。三井住友銀行取締役副頭取や、SMBC信託銀行代表取締役社長を経て、同社取締役会長。

## 人物・経歴
長崎県出身。父は長崎県庁の職員。長崎県立長崎西高等学校を経て、1979年九州大学法学部卒業、三井銀行（現三井住友銀行）入行。2005年執行役員バンコク支店長。2009年常務執行役員。2012年取締役兼専務執行役員。2014年取締役兼副頭取執行役員。
2015年からSMBC信託銀行代表取締役社長を務め、シティグループの日本での個人向け事業を統合して新ブランド「プレスティア」を立ち上げるなどし、富裕層を対象としたサービスの強化を進めた。2018年SMBC信託銀行取締役会長。